# Peter Holst
Peter Holst (født 17. januar 1936) er en dansk politiker, der er tidligere medlem af Folketinget og borgmester i Rødding Kommune, valgt for Venstre.
Holst er uddannet lærer og blev i 1960'erne ansat ved Rødding Højskole, hvor han underviste gennem over 25 år.
Hans politiske interesse blev vakt allerede i ungdommen, og han var fra 1964 til 1966 landsformand for Venstres Ungdom. Han blev medlem af kommunalbestyrelsen i Rødding i 1970 og var i første omgang medlem frem til 1977, men blev atter indvalgt i 1985. Han var borgmester fra 1990 til 2001. Efter at have været folketingskandidat ved flere valg, blev han i 1973 medlem af tinget og sad til 1977. Han var fra 1982-1986 desuden medlem af Sønderjyllands Amtsråd.
Sønnen Carl Holst
Peter Holsts søn, Carl Holst, er også uddannet skolelærer og tidl. MF samt forhenværende amtsborgmester, regionsrådsformand i Region Syddanmark og forsvarsminister.
Far og søn, Peter Holst og Carl Holst, har begge efter tur været Venstre Ungdoms formand, og de har begge været medlemmer af Sønderjyllands Amtsråd og været MF. Desuden har far og søn opnået samme uddannelse som skolelærer.